# إدوارد إي. هادوك
إدوارد إي. هادوك هو سياسي أمريكي، ولد في 12 يوليو 1911 في ويلمينغتون في الولايات المتحدة، وتوفي في 4 مايو 1996. نشط حزبياً في الحزب الديمقراطي. وقد انتخب عضو مجلس ولاية فرجينيا ‏.